# Viktor Blom
Pour les articles homonymes, voir Blom.
Viktor Blom (plus connu sous le pseudo Isildur1), né le 26 septembre 1990 à Rånäs (Suède), est un joueur suédois de poker.

## Parcours
Viktor Blom se fait connaître en 2009 en jouant au cash-game sur Full Tilt Poker aux plus hautes limites contre quelques-uns des meilleurs joueurs mondiaux tels que Tom Dwan ou Patrik Antonius, connaissant des hauts et des bas,, notamment avec la perte contre Patrik Antonius du plus gros pot de l'histoire du poker sur internet, s'élevant à 1 356 946 $. Le joueur signe en décembre 2010 un contrat de sponsoring chez PokerStars et rejoint ainsi son équipe professionnelle.
Dès 2011, il se reconvertit dans les tournois remportant le 5 janvier 2012 le PCA super High Roller à 100 000 $, qui lui rapporte 1 254 000 $.
Son terrain de prédilection reste Internet, où il réussit à gagner deux tournois des SCOOP, organisés sur PokerStars. Il se défait de 8 239 joueurs le lundi 7 mai 2012 pour gagner 247 200 $ (PokerStars SCOOP 2-M: $200 No-Limit Hold’em). Puis le lendemain, il s'impose lors de la table finale du PokerStars SCOOP 3-H: $500 No-Limit Hold’em 6-Max avec Rebuys et ses 486 participants, ce qui augmente sa bankroll de 160 000 $ supplémentaire.
Le 27 mai 2013, Viktor Blom remporte le Main Event-H des SCOOP (Spring Championship of Online Poker sur PokerStars) pour un peu plus d'un million de dollars de gains. Deux jours plus tard, il perd la moitié de ces gains sur les tables de Full Tilt Poker.